# Agustín Gómez Morato
Agustín Gómez Morato (Valencia, 11 dicembre 1879 – Valencia, 1º febbraio 1952) è stato un generale spagnolo, che all'inizio della guerra civile ricopriva l'incarico di comandante dell'Armata d'Africa (Ejército de Marruecos)  operante nel Protettorato del Marocco. Arrestato all'aeroporto di Melilla, da alcuni ufficiali nazionalisti il 27 luglio 1936, fu imprigionato per il resto della guerra civile, e in seguito condannato a dodici anni di prigione.

## Biografia
Nacque a Valencia l'11 dicembre 1879, ed entrò nell'Academia General de Infantería di Toledo il 26 agosto 1895, seguendo un corso accelerato a causa delle esigenze belliche legate allo scoppio della Guerra ispano-americana. Destinato a prestare servizio nel 14º Battalón Expeditionario di stanza a Manila, Filippine, raggiunse il proprio reparto nel marzo 1897 ma dopo solo sei mesi dovette rientrare in Spagna a causa di una malattia contratta in servizio.
Nel 1909, con il grado di capitano, fu destinato a prestare servizio presso il Battalón Cazadores "de Barbastro", appartenente alla Brigata Cacciatori di stanza a Madrid. Nel luglio di quell'anno la brigata, a causa dei continui attacchi dei ribelli riffani agli operai che costruivano la linea ferroviaria per il trasporto dei minerali, fu trasferita a Melilla, in Marocco. Al comando della 2ª Compagnia si distinse nelle operazioni di controguerriglia, avvenute nella zona di Barranco del Lobo, terminate nel gennaio 1910.
Ritornò in Africa nel corso del 1913, assegnato alla zona occidentale del protettorato, comandando vari battaglioni con il grado di tenente colonnello. Promosso colonnello fu assegnato al Comando generale delle truppe avente Quartier generale a Tetuan. Dopo la sconfitta di Annual (1921) fu trasferito a Melilla, e nel corso del 1922 si distinse durante l'occupazione di Azib de Midar e Issen-Lasen, e nelle operazioni di Tafersit, Afrau e Tizzi Aza. Nel giugno 1923 prese parte ai duri combattimenti di Tizzi Aza, e verso la fine del 1924 alle operazioni di ritiro del contingente spagnolo che presidiava la città di Xauen, operando di concerto con il colonnello Francisco Franco. Per queste operazioni nel luglio 1925 fu decorato con la Medalla Militar individuale.
Al termine del ripiegamento sulla linea Primo de Rivera, nell'aprile 1925 assunse il comando del Regimiento "Ceuta" n.60 e nel mese di agosto fu promosso Generale di brigata. A quell'epoca risultava affiliato alla massoneria. Nel maggio 1928 fu elevato al rango di generale di divisione ed assunse il comando della 9ª Divisione di stanza a Saragozza, e il 13 marzo 1931 presiedette la seconda Corte marziale che doveva giudicare alcuni degli imputati che avevano partecipato alla rivolta di Jaca. Dopo la proclamazione della Repubblica nel 1931 fu Governatore militare dell'Aragona, entrando in contrasto con il generale Franco, allora direttore dell'Accademia militare di Saragozza per via della bandiera esposta. Dopo la proclamazione della Repubblica Gómez Morato aveva telefonato a Franco ordinandogli di cambiare la bandiera esposta sul pennone all'interno dell'Accademia, ma Franco aveva replicato che lo avrebbe fatto solo dopo aver ricevuto un ordine scritto. La bandiera fu cambiata solo dopo qualche giorno.
Profondo sostenitore della riforma delle forze armate avviata dal Ministro della Guerra Manuel Azaña Díaz, il 5 febbraio 1932 divenne comandante delle Forze armate spagnole di stanza in Marocco (Armata d'Africa) con Quartier generale a Ceuta, e giurisdizione sui due distretti militari del protettorato.
Nel novembre 1934 lasciò l'incarico in Marocco, su decisione del Ministro della Guerra e capo del governo Alejandro Lerroux, per assumere il comando della 3ª Divisione Orgánica con sede a Valencia. Il 1º marzo 1936, dopo il trionfo del Frente Popular alle elezioni legislative, riassunse l'incarico di comandante delle forze armate spagnole in Marocco, ma la sua nomina incontrò forti antipatie negli ambienti militari a causa del fatto che aveva aiutato il ministro Azaña a trasferire in posti di rilievo militari a lui fedeli.
Il 17 luglio 1936 si trovava in visita a Larache quando fu raggiunto presso il locale Casinò da una telefonata del capo del governo, Santiago Casares Quiroga che lo informava del fatto che non riusciva più a raggiungere telefonicamente il generale Manuel Romerales Quintero a Melilla, il quale lo aveva avvertito del fatto che si stava preparando un'insurrezione militare. Rimasto sbalordito lasciò immediatamente Larache su un aereo Breguet Bre 19, ma appena sbarcato all'aeroporto di Melilla fu subitò arrestato ed imprigionato su ordine del generale Francisco Franco, che stava arrivando dalle Canarie, il quale lo sostituì alla testa dell'Ejército de Marruecos. Mediante un decreto del 23 dicembre 1936 i ribelli disposero la sua espulsione dai ranghi dell'esercito. 
Rimasto agli arresti per tutta la durata della guerra civile, al suo termine fu processato e nel 1940 condannato a dodici anni di prigione, ma fu liberato dopo poco tempo. Si spense a Valencia il 1º febbraio 1952.